# Лукашенко, Виктор Авраамович
Ви́ктор Авраа́мович Лукаше́нко (2 июля 1937, Киев — 5 января 2022) — советский футболист, тренер. Окончил Винницкий педагогический институт. Мастер спорта СССР (1970). Заслуженный тренер Украинской ССР (1980).

## Карьера
Воспитанник спортивной школы № 1 (Киев).
Выступал в командах:
- «Динамо» Киев
- СКВО Свердловск
- «Арсенал» Киев
- «Металлург» Запорожье

В качестве тренера/главного тренера:
- «Металлург» Запорожье
- «Спартак» Ивано-Франковск
- «Авангард» Ровно
- «Днепр» Днепропетровск
- «Днепр» Черкассы
- «Динамо» Махачкала
- «Крылья Советов» Куйбышев
- «Виктор» Запорожье
- «Рубин» Казань

Скончался 5 января 2022 года.